# Італійське вторгнення в Албанію

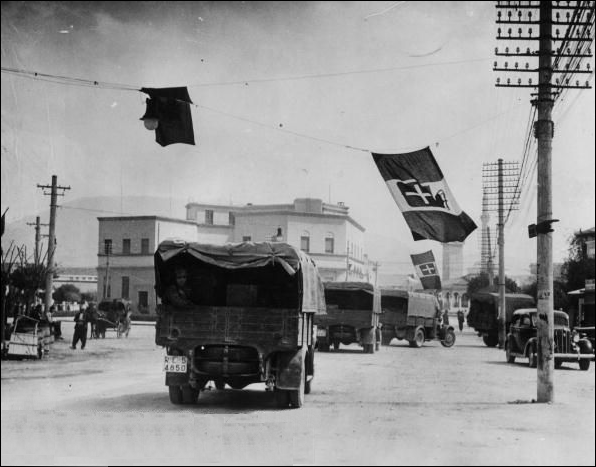
Колона італійських військ в Албанії

Італійське вторгнення в Албанію (7 — 12 квітня 1939) — швидкоплинна військова кампанія фашистської Італії проти Албанського королівства. Конфлікт був результатом імперіалістичної політики італійського диктатора Беніто Муссоліні. Албанія була швидко захоплена, її правитель, король Зогу I, змушений покинути країну, і країна увійшла до складу Італійської імперії як окреме королівство в особистій унії з італійською короною.

## Передумови
Албанія давно мала значне стратегічне значення для Італії. Італійські морські стратеги розглядали порт Вльора і острів Сазан біля входу до Вльорської затоки, як ключ що надасть Італії контроль над входом в Адріатичне море Крім того, Албанія була для Італії плацдармом на Балканах. До Першої світової війни Італія та Австро-Угорщина зіграли важливу роль у створенні незалежної албанської держави. З початком війни Італія отримала шанс зайняти південну частину Албанії, задля упередження Австро-Угорської окупації. Проте через повоєнні внутрішні проблеми і албанський опір під час Вльорської війни, Італія вивела війська у 1920 році Бажання компенсувати цей провал був одним з основних мотивів Муссоліні вторгнутися в Албанію.
Коли Муссоліні прийшов до влади в Італії він з новим інтересом підійшов до Албанії. Італія розпочала інтервенцію в економіку Албанії у 1925, коли Албанія погодилася дозволити Італії експлуатувати її мінеральні ресурси За цим було підписано Перший Тиранський договір у 1926 і Другий Тиранський договір у 1927 році, в результаті чого Італія та Албанія вступила в оборонний союз. Албанський уряд та економіка субсидувалися Італією, албанська армія навчалася італійськими військовими інструкторами, та було обумовлено створення італійських колоніальних поселень. Незважаючи на сильний італійський вплив, король Зогу І відмовився повністю підкоритися Італії. У 1931 він відкрито пристав на скасування Тиранських договорів. Після цього Албанія підписали торговельні угоди з Югославією і Грецією в 1934 році, Муссоліні зробив невдалу спробу залякати албанців, відправивши військовий флот до Албанії
Після аншлюсу Нацистською Німеччиною Австрії і окупації Чехословаччини, Італія не бажала бути меншим членом Сталевого пакту Майбутнє народження дитини албанської королівської чети мало надати Зогу можливість заснування династії. Після того як Гітлер окупував Чехословаччину (15 березня 1939), не повідомивши заздалегідь Муссоліні, італійський диктатор вирішив захопити Албанію. Король Італії Віктор Еммануїл III критикував план по захопленню Албанії як непотрібний ризик. Рим, проте, висунув Тирані ультиматум 25 березня 1939 року Зогу відмовився прийняти гроші в обмін на повну капітуляцію та подальшу італійську колонізацію Албанії.

## Війна

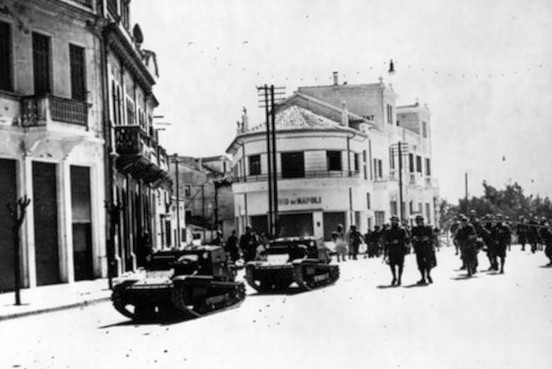
Італійські війська та танки у Дурресі

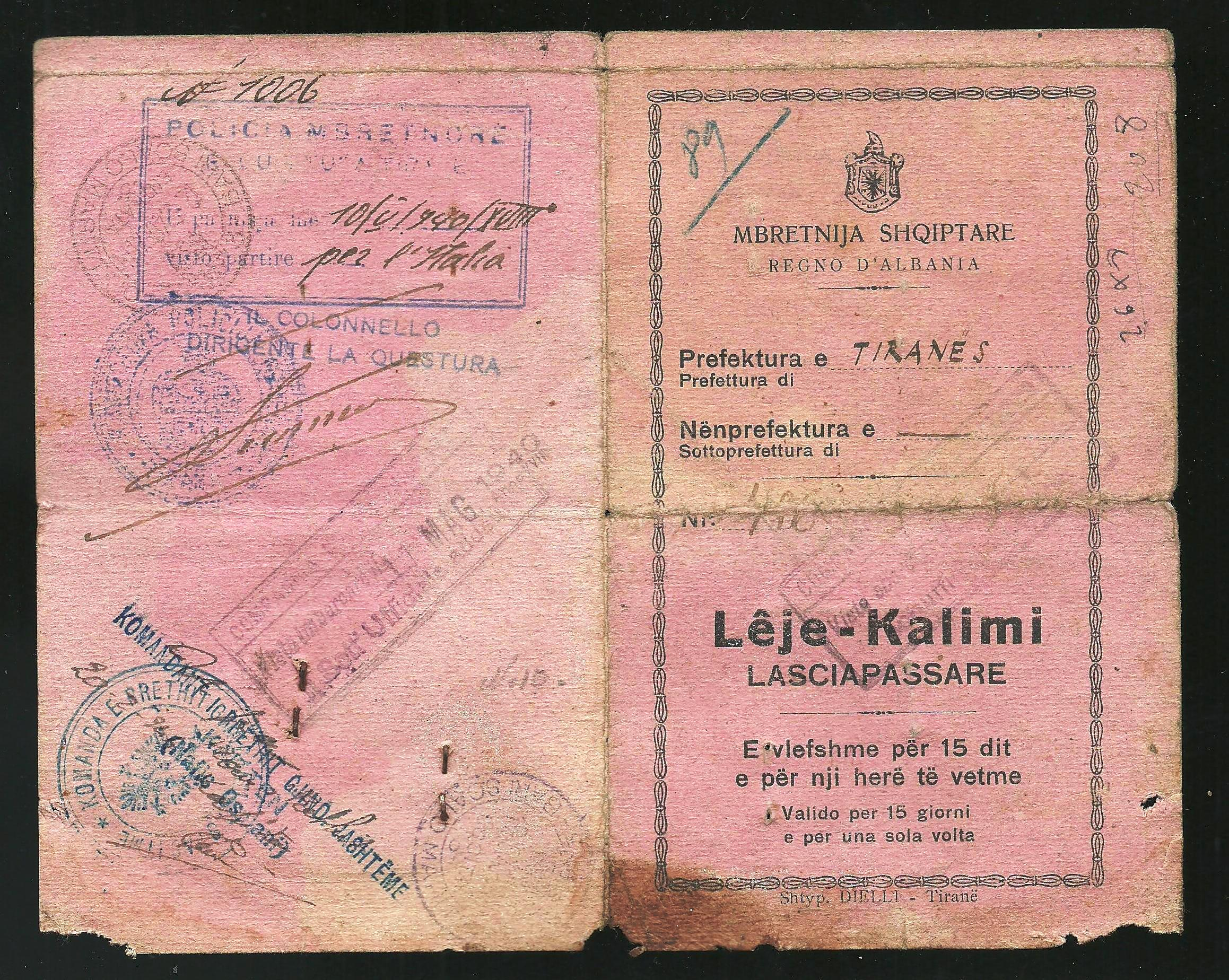
Перепустка (Laissez Passer) Албанського королівства 1940, видана за поїздку до Фашистської Італії після вторгнення минулого року

7 квітня 1939 о 5.30 італійські війська почали висадку в Албанії. Найбільший спротив чинила албанська жандармерія на чолі з Абаз Купі в порту Дуррес, але спротив було придушено того ж дня. Крім Дурресу італійці зустріли лише незначні спроби опору у містах Шенджин та Саранда.
Не бажаючи бути маріонеткою італійців, король Зогу І і його сім'я втекли в той день до Греції, а потім перебралися до Лондону, взявши з собою частину золотовалютних резервів Центрального Банку Албанії.
Наступ італійців був блискавичним. 8 квітня вони взяли Тирану, 9 квітня — Шкодер і Гірокастру, і до кінця 10 квітня захопили всю країну.
Італійці втратили в ході операції 12 чоловік убитими і 53 пораненими. Більшість італійських військ що брали участь у вторгненні, залишила Албанію, а на їх місце прийшли окупаційні підрозділи. 12 квітня албанський парламент детронізував Зогу I і проголосив об'єднання країни з Італією, під проводом італійського короля Віктора Еммануїла III. Албанія стала італійським протекторатом. Прем'єр-міністром було проголошено Шефкет Верладжі.